# Pan American World Airways
Pan American World Airways eller Pan Am var et amerikansk flyselskab, som fra 1930'erne til konkursen i 1991 var verdens største. Selskabet blev etableret i Key West i Florida i 1927 som et flyselskab, der kun brugte flyvebåde, men under ledelse af Juan Trippe voksede det til at blive en betydelig aktør inden for luftfart. Selskabet var en pioner på mange felter og var det første flyselskab, som brugte jetfly, jumbo jet og digitaliserede bookingsystemer. Pan Am var bl.a. en af Boeings store stamkunder. Selskabet var let genkendelig på sit blå globus-logo og navnene på dets fly - alle med ordet »Clipper«, og betragtes af mange amerikanere som et kulturelt ikon for 1900-tallet og som USA's uofficielle flagbærer. 
Pan Am genopstod to gange efter 1991. Det andet Pan Am (Pan Am II) var i drift fra 1996 til 1998 med fokus på lavprislangdistance-flyvninger mellem USA og Caribien. Det nuværende selskab (Pan Am III), som har hovedsæde i Portsmouth i New Hampshire, også kendt som »the Pan Am Clipper Connection«, styres af Boston-Maine Airways. Selskabet flyver til destinationer i det nordøstlige USA, Florida og Puerto Rico. Pan Am bruger fortsat IATA koden PA og ICAO koden PAA, selv om den nuværende reinkarnation af selskabet hverken har noget at gøre med det oprindelige selskab eller med Pan Am II.

## Ulykker og terrorangreb
Fly fra Pan Am var involveret i 40 ulykker, hvoraf flere havde dødelig udgang. Den første ulykke fandt sted den 16. juli 1932, da en Ford Trimotor fløj ind i et bjerg ved Vitacura i Chile. Alle ni ombord omkom. Den sidste ulykke var med Pan Am Flight 103 (en) i 1988, da en Boeing 747 med navnet »Clipper Maid of the Seas« eksploderede i luften. Alle 259 passagerer og besætningsmedlemmer omkom;,det samme gjorde 11 personer på nedstyrtningsstedet i den skotske by Lockerbie. Flystyrtet var forårsaget af libyske terrorrister.
En anden af Pan Ams jumbojets, »Clipper Victor«, var indblandet i ulykken den 27. marts 1977. Med undtagelse af terrorangrebet den 11. september 2001 er det den værste ulykke i flyvningens historie. Flyet, som udførte en charterflyvning fra Los Angeles til Las Palmas på de Kanariske Øer, var blevet omdirigeret til Tenerife på grund af en bombetrussel på Las Palmas. En KLM 747, som var i færd med at lette, kolliderede med Pan Am midt på landingsbanen. I alt døde 583 passagerer og besætningsmedlemmer. Af disse kom 335 fra Pan Am-maskinen. Katastrofen førte til ændringer og forbedringer i de procedurer, som havde fejlet i kommunikationen mellem fly og flykontrol.
Pan Am oplevede et alvorligt terrorangreb den 17. december 1973, da en palæstinensisk gruppe kastede bomber mod Pan Ams Flight 110 (en 707 »Clipper Celestial«) i Rom. Flyet brændte op, og 30 mennesker omkom. En anden 747 »Clipper Empress of the Seas«, som opererede som Pan Ams Flight 73, blev kapret den 5. september 1986. 20 blev dræbt, da antiterrorpolitiet stormede flyet på flyvepladsen i Karachi i Pakistan.
En af de ulykker, som Pan Am var involveret i, og som førte til, at FAA's beordrede installation af flere sikkehedstiltag i fly, var en Pan Am 707, »Clipper Tradewind« som opererede som Pan Am Flight 214. Flyet var klar til afgang fra Baltimore til Philadelphia, da det pludselig blev opslugt af flammer den 8. december 1963. Efterforskningen fastslog, at et lyn havde antændt brandfarlige dampe fra flyets brændstoftanke. Et resultat af ulykken var, at lynafledere blev installeret på vingerne på alle passagerfly.

## Pan Am som kulturelt fænomen
Pan Am havde en fremtrædende position i populærkultur under den kolde krig. Et af de mest kendte billeder var fra 1964, da The Beatles ankom til JFK lufthavn på et DC-8 fly »Clipper Defiance« fra Pan Am. I de senere år har Guilford Transportation forsynet flere af sine varevogne med Pan Am logoet.
Mens Apollo-programmet stod på, solgte Pan Am billetter til fremtidige flyveture til Månen. De er blevet værdifulde samlerobjekter. En opdigtet Pan Am »Space Clipper«, en kommerciel rumfærge kaldet »Orion III«, havde en fremtrædende rolle i Stanley Kubricks film »Rumrejsen år 2001«. Den var også med på filmplakaten.
Flyselskabet er også dukket op i andre film, bl.a. i flere James Bond-film. Selskabets Boeing 707 fly var med i Dr. No og From Russia With Love, mens et Pan Am 747 dukkede op i Live and Let Die. Pan Ams logo kunne ses i Licence to Kill, hvor Bond tjekker ind til et Pan Am fly. 
Flyselskabets logo var også med i filmen Blade Runner, og flyselskabet er med i Catch Me If You Can. Kampen mellem Juan Trippe og ejeren af TWA, Howard Hughes, om, hvem som skulle have monopol på transatlantisk trafik, fik meget tid i The Aviator.
I 2011 fik tv-serien "Pan Am" premiere på den amerikanske kanal ABC. Serien er opkaldt efter og omhandler luftfartsselskabet med fokus på de ansatte stewardesser i begyndelsen af 1960'erne. Den 30. november 2011 fik serien premiere i Danmark på TV3.